# Application lifecycle management
 (septembre 2016).
Améliorez-le ou discutez des points à vérifier. 
 (août 2012).
Si vous disposez d'ouvrages ou d'articles de référence ou si vous connaissez des sites web de qualité traitant du thème abordé ici, merci de compléter l'article en donnant les références utiles à sa vérifiabilité et en les liant à la section « Notes et références ».
Pour les articles homonymes, voir ALM.
L'application lifecycle management ou ALM est le processus global de gestion du cycle de vie d'un logiciel.
Ce terme couvre l'ensemble des moyens nécessaires au développement ou à la maintenance d'une application. Cela concerne les activités d'ingénierie logicielle comme les activités de gestion de projet.
Ainsi, ce terme englobe les outils pour faciliter des activités logicielles telles que la spécification des exigences et leur validation, l'architecture, la conception, l'implémentation (codage), l'intégration, la vérification (incluant les tests notamment), les déploiements ; ainsi que des outils à caractère transverse tels que la gestion de configuration, la gestion des évolutions ou encore la gestion de projet et les tableaux de bord (monitoring/reporting), etc.

## Outils
Il existe de nombreux outils de gestion du cycle de vie d'un logiciel : 
- Micro Focus ALM (en), anciennement HP ALM, anciennement Quality Center (et précédemment Test Director) édité par HP (ALM)[2]
- Polarion ALM[3]
- Jira
- Kalifast[4]
- Genexus
- Azure DevOps (anciennement Visual Studio Team Services) (offre cloud)[5]
- Visual Studio Team Foundation Server (on premise)[6]
- Tuleap
- Squash
- Kalisseo
- SAP Solution Manager (SolMan)
- XQual[7]

Les outils de gestion de configuration les plus sophistiqués incluent ainsi la gestion des changements (anomalies ou évolutions), la gestion des livraisons, des fabrications, des déploiements, et parfois les liens avec les exigences et les tests.